# Valparaíso, São Paulo
Valparaíso là một đô thị ở bang São Paulo của Brasil. Đô thị này nằm ở vĩ độ 21º13'40" độ vĩ nam và kinh độ 50º52'06" độ vĩ tây, trên khu vực có độ cao 449 m. Dân số năm 2004 ước tính là 19.612 người.

## Các xa lộ
- SP-300
- SP-541